# Evgenij Černov
Evgenij Aleksandrovič Černov (in russo Евгений Александрович Чернов?; Tomsk, 23 ottobre 1992) è un calciatore russo, difensore del Baltika in prestito dal Rostov.

## Carriera

### Club
Ha giocato nella prima divisione russa.

### Nazionale
Ha giocato nelle nazionali giovanili russe Under-18 ed Under-19.

## Palmarès

### Club

#### Competizioni nazionali
- Pervaja Liga: 1

Baltika: 2024-2025